# Бжузый, Ришард
Ришард Бжузый (пол. Ryszard Brzuzy, 2 января 1961 года, Богатыня —  9 декабря 2021 года, Белхатув) — польский профсоюзный деятель, посол на Сейм X каденции.

## Биография
Получил среднее специальное образование по профессии техника-электромонтёра в Горном техникуме в 1983 году. В 1980 году начал работать электромонтёром на шахте по добыче бурого угля в Белхатуве. В 1980-х принимал участие в деятельности демократической оппозиции, за что на три месяца был задержан. Участник заседаний Круглого Стола.
На выборах в Сейм 1989 года получил мандат посла на Сейм по списку Гражданского комитета «Солидарность» в белхатувском избирательном округе № 74.
В период каденции был членом Комиссии по охране окружающей среды, природных богатств и лесов. К концу каденции был внефракционным послом.
Был одним из лидеров Свободного профсоюза «Август-80» и деятелем левой Польской партии труда (ППТ). На выборах в Сейм в 2001 году баллотировался по спискам Альтернативного Общественного Движения. На выборах в Европарламент от Польши 2004 года, от ППТ. Также от ППТ баллотировался на выборах парламентских 2005 и 2007 годов, а также на местных выборах 2006 года.
Похоронен на коммунальном кладбище Белхатува.